# Министерство экономики Республики Абхазия
Министерство экономики Республики Абхазия (абх. Аҧсны Аҳәынҭқарра Аекономика аминистрра) — является центральным органом государственного управления, осуществляющим реализацию государственной политики и нормативное правовое регулирование в экономике, в том числе в сфере торговли, общественного питания, бытового обслуживания населения, защиты прав потребителей, в области государственных закупок товаров (работ, услуг), инвестиционной деятельности, развития предпринимательства и внешнеэкономических связей.
Министерство экономики координирует и регулирует внешне экономическую деятельность, как часть общих отношений с иностранными государствами, а также деятельность государственных унитарных предприятий и других коммерческих организаций с государственным участием в целях обеспечения эффективного использования государственного имущества и достижения высоких результатов работы в соответствии с их уставными целями и задачами. Юридический адрес: 384900, Республика Абхазия, г. Сухум, ул. Лакоба, 21, этаж 3 5

## Руководство
| №  | ФИО                              | Дата назначения | Дата освобождения |
| -- | -------------------------------- | --------------- | ----------------- |
| 1  | Барганджия, Даур Андреевич       | 12 декабря 1993 | 3 февраля 1995    |
| 2  | Тужба, Константин Андреевич      | 3 февраля 1995  | 7 мая 1997        |
| 3  | Озган, Константин Константинович | 7 мая 1997      | 16 апреля 1998    |
| 4  | Кубрава, Беслан Сергеевич        | 16 апреля 1998  | 17 декабря 1999   |
| 5  | Лушба, Адгур Нурбеевич           | 17 декабря 1999 | 25 мая 2002       |
| 6  | Кубрава, Беслан Сергеевич        | 25 мая 2002     | 9 декабря 2002    |
| 7  | Ардзинба, Руслан Ясонович        | 9 декабря 2002  | 8 мая 2003        |
| 8  | Тужба, Константин Андреевич      | 8 мая 2003      | 25 февраля 2005   |
| 9  | Озган, Кристина Константиновна   | 25 февраля 2005 | 27 октября 2011   |
| 10 | Ирадян, Давид Акопович           | 27 октября 2011 | 15 октября 2014   |
| 11 | Ачба, Николай Владимирович       | 15 октября 2014 | 8 апреля 2015     |
| 12 | Ардзинба, Адгур Амиранович       | 8 апреля 2015   | 23 апреля 2020    |
| 13 | Озган, Кристина Константиновна   | 4 мая 2020      | 18 апреля 2025    |
| 14 | Миквабия, Теймураз Зурабович     | 18 апреля 2025  |                   |